# Lista de prefeitos de Paramirim
Esta é uma lista de prefeitos do município brasileiro de Paramirim, situado no interior do estado da Bahia.

## Breve histórico
A Industrial Vila de Água Quente (atual município de Paramirim) foi desmembrada do município de Minas do Rio de Contas de modo definitivo por meio de Ato Estadual de 24 de março de 1890, sendo instalada em 23 de maio do ano seguinte, com a posse do seu primeiro intendente, o Coronel Antônio José Cardoso, o qual foi sucedido pelo Coronel Juvêncio Antônio Pereira.
Com a morte de Juvêncio, em 1908, sucedeu-lhe na intendência o Coronel Francisco Brasil Rodrigues da Silva, conhecido como "Chiquinho Brasil", o mais importante representante do coronelismo em Paramirim. Em 26 de junho de 1909, por meio do Lei estadual n° 736, a Industrial Vila de Água Quente foi elevada à condição de cidade, recebendo o nome Paramirim.
O Coronel Chiquinho Brasil governou Paramirim por décadas, impondo sua autoridade à população por meio do medo e dos jagunços, e se envolveu em brigas com outros coronéis da região. A primeira delas foi com Felipe Cardoso, logo no início do mandato de Francisco, e durou entre 1911 e 1918, sendo Chiquinho apoiado por Douca Medrado e Felipe, por Horácio de Matos. Com a vitória de Francisco Brasil, este passou a contar com o apoio do governo baiano. Na década de 1930, a rivalidade seria entre Francisco Brasil e Hermenegildo Ribeiro de Magalhães, este último contando com o apoio sobretudo da população urbana paramirinhense e não de jagunços.

## Lista de prefeitos desde 1948
| N°                             | Nome                                                                        | Partido   | Início do mandato       | Término de mandato      | Observações                                                                           | Fontes        |
| ------------------------------ | --------------------------------------------------------------------------- | --------- | ----------------------- | ----------------------- | ------------------------------------------------------------------------------------- | ------------- |
| República Populista (1946-64)  |                                                                             |           |                         |                         |                                                                                       |               |
| 1°                             | Adolpho Brandão de Magalhães                                                | UDN       | 30 de janeiro de 1948   | 7 de abril de 1951      | Prefeito eleito pelo eleitorado municipal                                             | [ 5 ]         |
| 2°                             | Érico Cayres Cardoso                                                        | UDN       | 7 de abril de 1951      | 7 de abril de 1955      | Prefeito eleito pelo eleitorado municipal                                             | [ 6 ]         |
| 3°                             | Ulysses Cayres de Brito (Paramirim, 3.10.1912 - Paramirim, 16.8.1996)       | UDN       | 7 de abril de 1955      | 7 de abril de 1959      | Prefeito eleito pelo eleitorado municipal                                             | [ 7 ] [ 8 ]   |
| 4°                             | Manoel Flávio Barbosa                                                       | PSD       | 7 de abril de 1959      | 7 de abril de 1963      | Prefeito eleito pelo eleitorado municipal                                             | [ 9 ]         |
| 5°                             | Aurélio Justiniano Rocha (Rio de Contas, 14.1.1907 - Paramirim, 05.03.1994) | PSD       | 7 de abril de 1963      | 8 de maio de 1964       | Prefeito eleito pelo eleitorado municipal, mas cassado após o Golpe de Estado de 1964 | [ 11 ]        |
| Ditadura Militar (1964-85)     |                                                                             |           |                         |                         |                                                                                       |               |
| 6°                             | José Carmelino Vieira                                                       |           | 8 de maio de 1964       | 1967                    |                                                                                       |               |
| 7°                             | Leobino José Rodrigues                                                      | MDB       | 1967                    | 1° de fevereiro de 1971 | Prefeito eleito pelo eleitorado municipal                                             | [ 12 ]        |
| 8°                             | Durval Marques Leão                                                         | ARENA     | 1° de fevereiro de 1971 | 1° de fevereiro de 1973 | Prefeito eleito pelo eleitorado municipal                                             | [ 13 ]        |
| 9°                             | Ulysses Azevedo Bittencourt                                                 | ARENA     | 1° de fevereiro de 1973 | 1° de fevereiro de 1977 | Prefeito eleito pelo eleitorado municipal                                             | [ 14 ]        |
| 10°                            | José Barbosa Leão (Paramirim, 22.1.1930)                                    | ARENA/PDS | 1° de fevereiro de 1977 | 1° de fevereiro de 1983 | Prefeito eleito pelo eleitorado municipal                                             | [ 15 ]        |
| 11°                            | Durval Marques Leão                                                         | PDS/PFL   | 1° de fevereiro de 1983 | 1° de janeiro de 1989   | Prefeito eleito pelo eleitorado municipal                                             | [ 15 ] [ 16 ] |
| Nova República (1985-presente) |                                                                             |           |                         |                         |                                                                                       |               |
| 12°                            | José Barbosa Leão (Paramirim, 22.1.1930)                                    | PDC       | 1° de janeiro de 1989   | 1° de janeiro de 1993   | Primeiro prefeito eleito em sufrágio universal                                        | [ 15 ] [ 17 ] |
| 13°                            | Gilberto Martins Brito (Paramirim, 18.07.1953)                              | PTB       | 1° de janeiro de 1993   | 1° de janeiro de 1997   | Prefeito eleito em sufrágio universal                                                 | [ 18 ]        |
| 14°                            | Júlio Bernardo Brito Vieira Bittencourt (Paramirim, 07.06.1961)             | PTB       | 1° de janeiro de 1997   | 1° de janeiro de 2001   | Prefeito eleito em sufrágio universal                                                 |               |
| 14°                            | Júlio Bernardo Brito Vieira Bittencourt (Paramirim, 07.06.1961)             | PTB       | 1° de janeiro de 2001   | 1° de janeiro de 2005   | Prefeito reeleito em sufrágio universal                                               |               |
| 15°                            | Silvio Umberto de Magalhães Louzada (Paramirim, 30.12.1946)                 | PRP/PSB   | 1° de janeiro de 2005   | 1° de janeiro de 2009   | Prefeito eleito em sufrágio universal                                                 | [ 21 ] [ 22 ] |
| 16°                            | Júlio Bernardo Brito Vieira Bittencourt (Paramirim, 07.06.1961)             | PMDB      | 1° de janeiro de 2009   | 1° de janeiro de 2013   | Prefeito eleito em sufrágio universal                                                 | [ 22 ]        |
| 16°                            | Júlio Bernardo Brito Vieira Bittencourt (Paramirim, 07.06.1961)             | PSD       | 1° de janeiro de 2013   | 1° de janeiro de 2017   | Prefeito reeleito em sufrágio universal                                               | [ 23 ]        |
| 17°                            | Gilberto Martins Brito (Paramirim, 18.07.1953)                              | PSB       | 1° de janeiro de 2017   | 1° de janeiro de 2021   | Prefeito eleito em sufrágio universal                                                 | [ 24 ]        |
| 17°                            | Gilberto Martins Brito (Paramirim, 18.07.1953)                              | PSB       | 1° de janeiro de 2021   | 1º de janeiro de 2025   | Prefeito reeleito em sufrágio universal                                               | [ 25 ]        |
| 18º                            | João Ricardo Brasil Matos (Paramirim, 24.06.1977)                           | Avante    | 1º de janeiro de 2025   | Incumbente              | Prefeito eleito em sufrágio universal                                                 | [ 26 ]        |